# Ana Cristina Ridzi
Ana Cristina Ridzi (Rio de Janeiro, 30 de abril de 1947 – Petrópolis, 10 de janeiro de 2015) foi uma rainha da beleza brasileira, eleita Miss Brasil 1966, tornando-se a quinta carioca a conquistar este título. Representou o extinto estado da Guanabara e foi eleita com dezenove anos de idade. O concurso aconteceu em 19 de junho junho daquele ano, no Maracanãzinho, localizado na capital do estado.
No concurso estadual, Ana Cristina representou o Mara Tênis Clube e foi a vencedora, enquanto sua irmã gêmea, representante do Banco de Crédito Mercantil, ficou em segundo lugar. As duas residiam em Nova Iguaçu, onde seu pai, nascido na Tchecoslováquia, tinha um cinema e uma pequena firma de construção que fazia casas pelo interior do estado do Rio de Janeiro.
No Miss Universo 1966,  ela classificou-se entre as 10.
Em 1967, três dias após o fim de seu reinado, Ana Cristina casou-se com Sérgio Kattar, que integrava a direção da TV Tupi carioca. O casal passou a lua de mel em Miami, onde foi realizada a edição do Miss Universo desse ano, na qual Ana Cristina foi espectadora e Sérgio, o orientador da nova Miss Brasil.
Ana Cristina e Sérgio tiveram três filhos, Margaretha, Krisna e Sergio.
Ana Cristina morreu aos 67 anos vítima de câncer na cidade onde morava, Petrópolis, estado do Rio de Janeiro. Ela chegou a fazer quimioterapia e radioterapia depois do câncer se configurar em metástase óssea, mas morreu enquanto dormia depois de sofrer uma parada respiratória.